# Georges Barrère
Georges Barrère (ur. 31 października 1876 w Bordeaux, zm. 14 czerwca 1944 w Kingston w stanie Nowy Jork) – francuski flecista i pedagog muzyczny.

## Życiorys
W latach 1889–1895 studiował w Konserwatorium Paryskim u Josepha-Henri Altèsa i Paula Taffanela, studia ukończył z I nagrodą. W 1895 roku założył Société Moderne des Instruments à
Vent, z którą dokonał prawykonań wielu utworów współczesnych twórców. W latach 1897–1905 był solistą Opery i Concerts Colonne w Paryżu oraz wykładowcą Schola Cantorum de Paris. W 1905 roku wyemigrował do Stanów Zjednoczonych. Od 1905 do 1928 roku występował jako flecista z New York Symphony Orchestra. Założył zespoły Barrère Ensemble of Wind Instruments (1910), Trio de Lutece (1914) i Barrère-Britt-Salzedo Trio (1932). Wykładał w Juilliard School of Music. W 1937 roku przyznano mu amerykańskie obywatelstwo.
Komponował małe utwory instrumentalne i wokalne, opublikował też autobiografię. Był pierwszym wykonawcą Density 21.5 Edgara Varèse’a (1936).